# Tietê
Tietê ist ein Municipio im brasilianischen Bundesstaat São Paulo. In der Gemeinde lebten im Jahr 2019 nach offizieller Schätzung 42.076 Einwohner.

## Geschichte
Die ersten Aufzeichnungen über eine besiedelte Ortschaft namens Pirapora do Curuçá stammen aus Aufzeichnungen der ersten Missionare, insbesondere von José de Anchieta, der über einen Schiffsunfall 1570 berichtete. 1747 bestanden hier 140 Haushalte. 1811 wurde Pirapora do Curuçá eine eigene Gemeinde. Am 8. März 1842 wurde die Ortschaft zum Município erhoben, bevor sie 1867 ihren heutigen Namen erhielt.

## Sport
Der 1920 gegründete Fußballverein Comercial Futebol Clube spielte bis 2003 in der sechsten Liga, der Série B3 der Staatsmeisterschaft von São Paulo (Campeonato Paulista). Danach gab der Klub den Profisport auf und führt seither Jugendabteilungen und Freizeitmannschaften. Das Heimstadion des Klubs ist das Estádio José Ferreira Alves, in dem 4500 Zuschauer Platz haben.

## Söhne und Töchter der Stadt
- Antônio Pedro Misiara (1917–2004), römisch-katholischer Bischof
- Michel Temer (* 1940), Politiker und 2016–2018 Präsident Brasiliens
- Thomaz Bellucci (* 1987), Tennisspieler
- Marcos Vinicius Amaral Alves (* 1994), Fußballspieler